# Super Cars
Super Cars ist ein vom englischen Softwarehersteller Magnetic Fields entwickeltes Computerspiel. Es erschien 1990 bei Gremlin Graphics. Der große Erfolg des Spiels, das für Commodores Amiga und C64 veröffentlicht wurde, zog ein Jahr später eine verbesserte Fortsetzung nach sich.

## Spielprinzip und Technik
Super Cars ist ein "Top-Down"-Rennspiel, das heißt, man spielt aus der Vogelperspektive. Das Spielprinzip geht zurück auf den Spielautomaten Gran Trak 10 aus dem Jahr 1974. Es stehen verschiedene Kurse aus drei Rennklassen an, die bewältigt werden wollen. Im Shop kann man sein Fahrzeug reparieren sowie mit Extras wie verbesserter Kurvenlage oder gar einer Art Einwegrakete ausrüsten. Die drei unterschiedlichen Fahrzeuge, die dem Spieler zur Verfügung stehen, sind originalen Sportwagen nachempfunden. Die Rennstrecken beinhalten ausschließlich 90°-Kurven, da die Strecken so speichersparend abgebildet werden konnten.

## Produktionsnotizen
Designer des Spiels ist Shaun Southern, der zuvor für Gremlin Graphics bereits die Hitspiele Kikstart, Kikstart 2 und Trailblazer entwickelt hatte. Konkretes Vorbild für Southern war der Spielautomat Super Sprint. Super Cars wurde zuerst für den Commodore Amiga entwickelt und dann für den Atari ST konvertiert. Die Entwicklung des Spiels dauerte etwa sechs Monate. Die Grafiken wurden von Andrew Morris mit Hilfe des Programms Deluxe Paint erstellt, Vorbilder für die Personen im Spiel waren dabei reale Bekannte der Entwickler.
Super Cars 2 verbesserte den Vorgänger, indem man einen Zwei-Spieler-Modus implementierte (ungewöhnlich: mit vertikal geteiltem Split-Screen), noch mehr Gimmicks im Shop zur Verfügung stellte (u. a. deutlich mehr Raketen, Minen, Panzerung etc.) und mehr witzige Dialogwechsel u. a. mit potentiellen Sponsoren oder auch Polizisten einbaute. Weiterhin gibt es hier Strecken mit Sprüngen über eine oder mehrere Rampen, Fahrten durch Tunnel und über Bahnschienen (inkl. Schienenverkehr) sowie sich öffnenden Toren, durch die man abkürzen kann.

## Rezeption
- Super Cars:   86 % Amiga Joker (3/90) / 86 % Amiga Format (3/90)
- Super Cars 2: 87 % Amiga Joker (5/91) / 93 % Amiga Action (5/91)